# Фонтана (Алесандрија)
Фонтана (итал. Fontana) је насеље у Италији у округу Алесандрија, региону Пијемонт.
Према процени из 2011. у насељу је живело 12 становника. Насеље се налази на надморској висини од 540 м.